# Boston Celtics 1978-1979
La stagione 1978-79 dei Boston Celtics fu la 33ª nella NBA per la franchigia.
I Boston Celtics arrivarono quinti nella Atlantic Division della Eastern Conference con un record di 29-53, non qualificandosi per i play-off.

## Roster
| N° | Naz.                   | Ruolo | Sportivo        | Anno | Alt. | Peso |
| -- | ---------------------- | ----- | --------------- | ---- | ---- | ---- |
| 7  | Stati Uniti (bandiera) | G     | Nate Archibald  | 1948 | 185  | 68   |
| 10 | Stati Uniti (bandiera) | G     | Jo Jo White     | 1946 | 191  | 86   |
| 11 | Stati Uniti (bandiera) | GA    | Bob McAdoo      | 1951 | 206  | 95   |
| 12 | Stati Uniti (bandiera) | G     | Don Chaney      | 1946 | 196  | 95   |
| 18 | Stati Uniti (bandiera) | AC    | Dave Cowens     | 1948 | 206  | 104  |
| 27 | Stati Uniti (bandiera) | AC    | Marvin Barnes   | 1952 | 203  | 95   |
| 27 | Stati Uniti (bandiera) | G     | Kevin Stacom    | 1951 | 191  | 84   |
| 31 | Stati Uniti (bandiera) | A     | Cedric Maxwell  | 1955 | 203  | 93   |
| 32 | Stati Uniti (bandiera) | GA    | Jeff Judkins    | 1956 | 198  | 84   |
| 34 | Stati Uniti (bandiera) | C     | Dennis Awtrey   | 1948 | 208  | 107  |
| 35 | Stati Uniti (bandiera) | AC    | Tom Barker      | 1955 | 211  | 102  |
| 35 | Stati Uniti (bandiera) | GA    | Billy Knight    | 1952 | 198  | 88   |
| 41 | Stati Uniti (bandiera) | A     | Curtis Rowe     | 1949 | 201  | 102  |
| 42 | Stati Uniti (bandiera) | GA    | Chris Ford      | 1949 | 196  | 86   |
| 43 | Stati Uniti (bandiera) | GA    | Earl Tatum      | 1953 | 196  | 84   |
| 45 | Stati Uniti (bandiera) | GA    | Frankie Sanders | 1957 | 198  | 91   |
| 52 | Stati Uniti (bandiera) | AC    | Earl Williams   | 1951 | 201  | 104  |
| 53 | Stati Uniti (bandiera) | AC    | Rick Robey      | 1956 | 211  | 104  |

## Staff tecnico
- Allenatori: Satch Sanders (2-12) (fino al 13 novembre)[1], Dave Cowens (27-41)
- Vice-allenatori: K.C. Jones, Bob MacKinnon
- Preparatore atletico: Frank Challant